# Uciekające zakonnice
Uciekające zakonnice (ang. Nuns on the Run) – brytyjska komedia kryminalna z 1990 roku wyreżyserowana przez Jonathana Lynna. Wyprodukowana przez wytwórnię 20th Century Fox.
Zdjęcia kręcono w Londynie i Bushey. Premiera filmu odbyła się 16 marca 1990 w Wielkiej Brytanii.

## Fabuła
Złodzieje Brian Hope (Eric Idle) i Charlie McManus (Robbie Coltrane) przywłaszczają sobie pieniądze należące do chińskiej mafii. Członkowie triady rozpoczynają poszukiwania. Aby uniknąć zemsty bandytów i ocalić życie, przyjaciele wstępują do żeńskiego zakonu. Podają się za siostry Eufernię oraz Inviolatę.

## Obsada
Źródło: Filmweb
- Eric Idle jako Brian Hope
- Robbie Coltrane jako Charlie McManus
- Camille Coduri jako Faith
- Janet Suzman jako siostra przełożona
- Doris Hare jako siostra Mary
- Tom Hickey jako ojciec Seamus
- Robert Patterson jako „Case” Casey
- Robert Morgan jako Abbott
- Winston Dennis jako Morley